# Equalizer (série télévisée)
Pour les articles homonymes, voir Equalizer.
The Equalizer
Equalizer ou Le Médiateur au Québec (The Equalizer) est une série télévisée américaine en 88 épisodes de 45 minutes, créée par Michael Sloan et Richard Lindheim et diffusée entre le 18 septembre 1985 et le 24 août 1989 sur le réseau CBS.
En France, la série a été diffusée à partir du 23 janvier 1991 sur M6 en seconde partie de soirée, en Belgique sur La Une, et au Québec à partir d'octobre 2005 sur Mystère.
En 2014, la série connait une adaptation cinématographique avec Denzel Washington. Deux suites suivront. Depuis 2021, l'actrice Queen Latifah reprend le rôle dans une nouvelle série, The Equalizer.

## Synopsis
Robert McCall, agent des services secrets américains à la retraite, tente de racheter ses actions passées en offrant (presque) gratuitement ses services aux plus démunis face aux criminels de toutes sortes.

## Accroche
« Quand les plus faibles n'ont plus aucun espoir contre une adversité puissante, leur dernière chance s'appelle Equalizer, un justicier pas comme les autres. »
(« When the scales of justice become unbalanced; only one man can set them straight. Edward Woodward is The Equalizer »)

## Distribution
- Edward Woodward (VF : Jean-Claude Michel) : Robert McCall
- Keith Szarabajka (VF : Maurice Sarfati puis Marc François) : Mickey Kostmayer (56 épisodes)
- Robert Lansing (VF : Jacques Brunet) : Control (29 épisodes)
- William Zabka : Scott McCall (12 épisodes)
- Chad Redding (VF : Michèle Bardollet puis Agnès Gribe) : Sergent Alice Shepard (11 épisodes)
- Maureen Anderman (en) : Pete O'Phelan (9 épisodes)
- Melissa Sue Anderson : Yvette Marcel / Yvette Manon (4 épisodes)
- Saul Rubinek (VF : Luq Hamet puis Jean-Claude Montalban) : Jason Mazer (3 épisodes)

 Source et légende : version française (VF) sur RS Doublage

## Épisodes

### Première saison (1985-1986)
1. Le Médiateur (The Equalizer) (avec Patricia Kalember)
2. L'Enlèvement (China Rain) (avec Lauren Tom)
3. Le Transfuge (The Defector) (avec Melissa Leo)
4. La Grande Ville (The Lock Box) (avec J.T. Walsh)
5. Police en jupon (Lady Cop) (avec Esai Morales)
6. Le Piège (The Confirmation Day) (avec Burt Young)
7. Un week-end à la campagne (The Children's Song) (avec Dana Barron)
8. Carla (The Distant Fire) (avec Alberta Watson)
9. Le Fils modèle (Mama's Boy) (avec Christine Baranski)
10. Embuscade (Bump and Run) (avec Meat Loaf)
11. Par désœuvrement (Desperately) (avec Ray Sharkey)
12. Le Règne de la terreur (Reign of Terror) (avec Fred Williamson)
13. Chacun chez soi (Back Home) (avec Frank Converse)
14. Les Retrouvailles (Out of the Past) (avec Brad Dourif)
15. La Chaîne infernale (Dead Drop) (avec Robin Curtis)
16. Nettoyage (Wash Up) (avec Robert Davi)
17. Un choix difficile (Torn) (avec Zohra Lampert)
18. Pas d’orchidée pour McCall (Unnatural Causes) (avec Kim Delaney)
19. Le Point Limite (Breakpoint) (avec Patricia Clarkson)
20. Le Sursis (No Conscience) (avec Laurie Metcalf)
21. Meurtres à retardement (Unpunished Crimes) (avec Dan Hedaya)
22. L'Ennemi public (Pretenders) (avec Tony Musante)

### Deuxième saison (1986-1987)
1. Prélude (Prelude) (avec Lori Loughlin)
2. Nocturne (Nocturne) (avec Jessica Harper)
3. Les Hommes civilisés (A Community of Civilized Men) (avec Jennifer Grey)
4. Fugue mortelle (Joyride) (avec Christian Slater)
5. Mercenaires fantômes (Shades of Darkness) (avec William Sadler)
6. Aventure nocturne (Nightscape) (avec Frances Fisher)
7. Contre-feu (Counterfire) (avec Vincent D'Onofrio)
8. La Vengeance (The Line) (avec Giancarlo Esposito)
9. À coup sûr (Tip on a Sure Thing) (avec Paul Gleason)
10. Le Silence (The Cup) (avec Dennis Christopher)
11. Double détente (Heartstrings) (avec Aharon Ipalé)
12. Haute performance (High Performance) (avec James Remar)
13. Sans contrôle (Beyond Control) (avec Brian Bedford)
14. La Chair est faible (Carnal Persuasion) (avec John Cullum)
15. Les Mémoires de Manon [1/2] (Memories of Manon [1/2]) (avec Anthony Zerbe)
16. Les Mémoires de Manon [2/2] (Memories of Manon [2/2]) (avec Jon Polito)
17. Solo (Solo) (avec Kevin Spacey)
18. Un abri (A Place to Stay) (avec Ed Lauter)
19. L'Âme noire (Coal Black Soul) (avec Mitchell Lichtenstein)
20. Le Début (First Light) (avec Lori Loughlin)
21. Pour les jaunes (Hand and Glove) (avec William H. Macy)
22. Réinsertion (Re-Entry) (avec John Goodman)

### Troisième saison (1987-1988)
1. Terreur à New York [1/2] (Blood & Wine [1/2]) (avec Telly Savalas)
2. Terreur à New York [2/2] (Blood & Wine [2/2]) (avec Tom Atkins)
3. Présumé innocent (Suspicion of Innocence) (avec Vincent D'Onofrio)
4. La Haute Finance (In the Money) (avec John Heard)
5. Coup de froid (Encounter in a Closed Room) (avec Michael Moriarty)
6. CIA contre KGB [1/2] (Mission: McCall [1/2]) (avec Robert Mitchum)
7. CIA contre KGB [2/2] (Mission: McCall [2/2]) (avec Tobin Bell)
8. La Force de l'ombre (Shadow Play) (avec Richard Jordan)
9. Double vue (Inner View) (avec Toni Kalem)
10. Les Trois Coups (The Rehearsal) (avec Chris Cooper)
11. Le Visiteur de Noël (Christmas Presence) (avec Dean Norris)
12. Le Fil du rasoir (A Dance on the Dark Side) (avec Amanda Plummer)
13. L'Engrenage (The Child Broker) (avec Sam Rockwell)
14. Chantage à la vidéo (Video Games) (avec Vanessa Angel)
15. Quelque chose de vert (Something Green) (avec Macaulay Culkin)
16. Les Loups dans la nuit [1/2] (The Mystery of Manon [1/2]) (avec Anthony Zerbe)
17. Les Loups dans la nuit [2/2] (The Mystery of Manon [2/2]) (avec Anne Heywood)
18. On est bien mieux chez soi (No Place Like Home) (avec Michael Rooker)
19. Le Condamné (Last Call) (avec Michael Cerveris)
20. Regrets éternels (Regrets Only) (avec Debra Jo Rupp)
21. La Course du loup (Target of Choice) (avec Michael Parks)
22. Cherchez la femme (Always a Lady) (avec Joseph Mascolo)

### Quatrième saison (1988-1989)
1. La Dernière Campagne (The Last Campaign) (avec Stanley Tucci)
2. Un océan de feu (Sea of Fire) (avec David Strathairn)
3. Dompteurs d’éléphants (Riding the Elephant) (avec James Hong)
4. Des jeunes filles sous influence (Eighteen With a Bullet) (avec Bruce Payne)
5. Les Guerriers (The Day of the Covenant) (avec Theodore Bikel)
6. Mickey Kostmaver est sur le gril (Splinters) (avec Christopher Meloni)
7. De victime à martyr (The Making of a Martyr) (avec Tom Noonan)
8. Le Poids du passé alias Une vallée de larmes (The Sins of the Father) (avec Joe Morton)
9. La Dernière Danse (The Visitation) (avec Jenny Agutter)
10. Sorti de l’ombre (Past Imperfect) (avec Hector Elizondo)
11. L'Épreuve du feu (Trial by Ordeal) (avec Roy Dotrice)
12. Fureur silencieuse (Silent Fury) (avec Cynthia Nixon)
13. Une vallée de larmes (Lullaby of Darkness) (avec Stephen Lang)
14. Dix-sept code zébra (17 Zebra) (avec Robert Joy)
15. La Lumière des étoiles (Starfire) (avec George Plimpton)
16. Passé, présent, avenir (Time Present, Time Past) (avec Shirley Knight)
17. Prisonniers du passé (Prisoners of Conscience) (avec Pat Hingle)
18. Jeux dangereux (The Caper) (avec Laura San Giacomo)
19. Que justice soit faite ! (Heart of Justice) (avec Paul Guilfoyle)
20. Le Jour de la corde (Race Traitors) (avec Laurence Fishburne)
21. Jeu mortel (Endgame) (avec Josef Sommer)
22. L'Escadron de la mort (Suicide Squad) (avec Ving Rhames)

## Commentaires
- La musique du générique a été composée par Stewart Copeland, le batteur de The Police.
- Lors de l'été 1987, l’acteur principal Edward Woodward a été victime d’une crise cardiaque. Le temps de son absence, Robert Mitchum (La Nuit du chasseur, Le Jour le plus long…) a accepté de rendre service à son ami en prenant le rôle de Richard Dyson, dans un épisode en deux parties, où lui et le fils du héros partent à sa recherche. Woodward est décédé le 16 novembre 2009[1].

### Armes et gadgets
L'arme de poing principale de Robert McCall est un Walther PPK/S à glissière nickelée en calibre .380 ACP. Parfois, on le voit armé d'un pistolet Desert Eagle en calibre .357 Magnum, d'une mitraillette Mini-Uzi en 9 mm, et à quelques reprises d'un Browning HP-35 en calibre 9 mm, ou d'un pistolet Colt M1911 en calibre .45 ACP. Dans l'épisode pilote de la série, McCall dispose également d'une carabine courte M1 à l'intérieur de sa Jaguar. L'arme de précision de McCall est un Mauser 660 à verrou muni d'un viseur télescopique. Dans l'épisode La grande ville (Locked Box), McCall est armé d'un couteau balistique du genre utilisé par le Spetsnaz russe durant les années 1970. Bien sûr, McCall peut puiser d'autres types d'armes prêtées par l'Agence. Le râtelier d'armes de McCall est une armoire murale à deux portes située derrière le panneau de ses outils d'établi.
Fait à noter, tous les outils de surveillance électronique et optiques utilisés dans la série font partie de l'inventaire de la plupart des organisations policières et gouvernementales : il n'y a aucun gadget futuriste à la James Bond - ce qui est une particularité intéressante dans ce genre de série à cette époque.

## Récompenses
- Golden Globe Award 1987 : Meilleur acteur dans une série dramatique pour Edward Woodward.

## Adaptations
La série connait une adaptation cinématographique avec Denzel Washington dans le rôle principal. Réalisé par Antoine Fuqua, Equalizer sort en 2014. Le film connait deux suites : Equalizer 2 (2018) et Equalizer 3 (2023).
En plus des films, la série connait un reboot télévisé, The Equalizer. Le personnage principal est ici une femme nommée Robyn McCall et incarnée par Queen Latifah. La série est diffusée depuis 2021.